# Diósd
Diósd (németül: Orasch) város, a budapesti agglomerációban, Pest vármegyében, az Érdi járásban, annak legkisebb területű települése, és Magyarország legkisebb területű városa.

## Fekvése
Érd, Törökbálint és Budapest között helyezkedik el, a Tétényi-fennsík déli lejtőin. Központján végighalad a 7-es főút, Törökbálinttal a 8102-es út köti össze, illetve északról megkerüli az M0-s autóút is, amelynek legközelebbi csomópontját a keleti határában, a 7-es főút kereszteződésénél alakították ki. A szomszédos Érd városával szinte teljesen összeépült.

## Címere
A címerről Diósd Község önkormányzata képviselő-testületének
1/1993. (II. 25.) számú rendelete szól („Községi címer és zászló alkotásáról, használatáról”;
módosítva: 12/2001. (VI.20.), egységes szerkezetben: 16/2003. (IX. 01.)
A címerpajzs alul lekerekített domborpajzs. A domborpajzs vörös kerettel szegélyezett haránt irányban szelt vörös színű pályával. A bal alsó mező (heraldikai jobb oldal) kék, a jobb felső mező (heraldikai bal oldal) sárga színű.
A heraldikai bal oldalon a kék mezőben a Szent Gellért kápolna stilizált képe, melynek külső kontúrvonala fehér, belső színezete sárga és barna.
A címerpajzs alul lekerekített domborpajzs. A domborpajzs vörös kerettel szegélyezett, haránt irányban szelt vörös színű pólyával. A bal alsó mező (heraldikai jobb oldal) kék, a jobb felső mező (heraldikai bal oldal) sárga színű.
A heraldikai bal oldalon a sárga mezőben barna szőlőtőkén sárga szőlőfürt, zöld levéllel.
A heraldikai jobb oldalon a kék mezőben a Szent Gellért kápolna stilizált képe van, melynek külső kontúrvonala fehér, belső színezete sárga és barna.
A pajzsmezőben szereplő címerképek:
Szent Gellért-kápolna
A Szent Gellért-kápolna a Szent Gellért legendával kapcsolatos, melyről a Képes Krónika ezt írta:
„…Gellért, Besztrik, Buldi és Beneta püspökök, valamint Szolnok ispán elindultak Fehérvárról Endre és Levente herceg elé, hogy tisztességgel fogadhassák őket.
S midőn az említett püspökök abba a helyiségbe értek, amelyet DIÓD-nak neveznek, Szent Szabina templomában misét akartak hallgatni mielőtt uraik elé járulnak.
Itt töltötték az éjszakát 1046. szeptember 23-án, s reggeli mise közben hirdette ki kísérőinek Gellért püspök éjjeli látomását, amiből arra következtetett, hogy vértanúhalált fognak halni…”
Az utolsó mise vélt helye búcsújáró hellyé vált az idők során.
Szőlőfürt
A szőlő mint címerkép a község 18. századi újjászületésének jelképe (a 19. században készült pecsét is ezt tartalmazza).
A település a török korszakban teljesen elpusztult. A 18. század elejétől a község lassan újra benépesül, 1774. évi fejér vármegyei összeírás már 20 családot jegyez fel, akiknek 17 tehenük és 92 kapásszőlőjük volt.
Az új lakosok zömmel német nyelvterületről jöttek, szőlőművesek voltak, erősen, szorgalmasan dolgoztak, gyökeret eresztettek új hazájukban.

## Története
Anonymus leírásában olvashatunk először Diósdról Gyoyg alakban írva: 
„Árpád...Kündünek, Kurszán apjának földet adományozott Attila király városától Százhalomig és Diódig”,
majd a magyar krónika írta a pogánylázadással kapcsolatban, hogy Gellért és három püspöktársa Fejérvárról I. András elé vonulva Diódon a Szent Szabina templomba ment, ahol Gellért az általa mondott misén megjósolta, hogy mártírhalált fognak halni. E történet később bekerült a Nagy Lajos király korában szerkesztett nagyobbik Gellért-legendába is, és lehetséges, hogy ebben a Dió nevű faluban fogták el a III. István ellen vonuló IV. Istvánt.
Diósd nevét 1278-ban Gyog írásmóddal, mint Diódi nemesek birtokát említette egy oklevél. 1293-1294-ben Berki Tamás birtoka volt. 1323-ban Károly Róbert király Diódot, mint az örökös nélkül elhalt Berki Tamás faluját István visegrádi várnagynak adományozta. 1334-ben a budai főesperességhez tartozó egyházának papja a pápai tizedjegyzék szerint 4 garas pápai tizedet fizetett. Luxemburgi Zsigmond idejében említik a diósdi várat, és 1417-ben is említenek egy Diósdnál lévő erődöt. Temploma is volt, a Szent Bertalan-templom.
Diósd ma telepített község Budától délnyugatra.
1910-ben 896 lakosából 522 magyar, 357 német, 12 szlovák volt. Ebből 881 római katolikus, 8 református, 6 evangélikus volt. A 20. század elején Fejér vármegye Váli járásához tartozott.
2007-ben került a Budaörsi kistérségből az újonnan megalakuló Érdi kistérségbe, majd az Érdi járás része lett. A közigazgatási és igazságügyi miniszter javaslatára 2013. július 15. napján városi címet kapott.

## Közélete

### Polgármesterei
- 1990–1994: Hermann Ferenc (független)[5]
- 1994–1998: Spéth Géza (független)[6]
- 1998–2002: Spéth Géza (független)[7]
- 2002–2006: Spéth Géza (független)[8]
- 2006–2010: Spéth Géza (független)[9]
- 2010–2014: Spéth Géza (független)[10]
- 2014–2019: Bogó László Ignác (független)[11]
- 2019–2024: Spéth Géza (Diósdiak a Városért Egyesület)[12]
- 2024– : Dizseri András (Pro Civitate - A Városért Egyesület)[1]

## Népesség
A település népességének változása:
| Lakosok száma | 9235 | 9348 | 11 393 | 11 627 | 11 484 | 11 637 |
|               | 2013 | 2014 | 2021   | 2022   | 2023   | 2024   |

A 2011-es népszámlálás során a lakosok 85,9%-a magyarnak, 0,2% bolgárnak, 0,4% cigánynak, 0,2% görögnek, 0,2% lengyelnek, 2,9% németnek, 0,7% románnak mondta magát (12,5% nem nyilatkozott; a kettős identitások miatt a végösszeg nagyobb lehet 100%-nál). A vallási megoszlás a következő volt: római katolikus 29,7%, református 7,9%, evangélikus 1,9%, görögkatolikus 0,8%, izraelita 0,2%, felekezeten kívüli 26,8% (29,2% nem nyilatkozott).
2022-ben a lakosság 87%-a vallotta magát magyarnak, 2,8% németnek, 0,4% románnak, 0,4% cigánynak, 0,3% lengyelnek, 0,2% horvátnak, 0,1-0,1% szerbnek, görögnek, örménynek, bolgárnak, ruszinnak, ukránnak és szlováknak, 7,2% egyéb, nem hazai nemzetiségűnek (12% nem nyilatkozott; a kettős identitások miatt a végösszeg nagyobb lehet 100%-nál). Vallásuk szerint 24,6% volt római katolikus, 7,7% református, 1,8% evangélikus, 1% görög katolikus, 0,2% ortodox, 0,1% izraelita, 2,4% egyéb keresztény, 1% egyéb katolikus, 18,3% felekezeten kívüli (42,7% nem válaszolt).

## Nevezetességei
- Rádió- és Televíziómúzeum[15][16]
- Felhagyott mészkőkőbánya, benne a Diósdi Római-barlang
- Kaptárkövek, Kaptárkői 2. sz. forrásbarlang, Kaptárkői-barlang
- Tájház
- Szent Gellért-kápolna

## Műemlékek, emlékművek
- Szent Gellért-kápolna (műemlék) (1772)
- Nepomuki Szent János szobra (18. század)
- Szent Flórián-szobor (1852)
- Az I. világháború áldozatainak hősi emlékműve (1993)
- Barátság-emlékmű és a „Barátság-kút” (1996)
- ’48-as diósdi nemzetőrök emlékműve (1998)
- Anya gyermekével című szobor (1999)
- Leskó Bogdán Építészeti emlékmű (2021)

## Ismert személyek
- Itt élt és gazdálkodott Haám Artúr földbirtokos, főintéző, egységpárti, majd nyilas politikus, 1935–1939 között országgyűlési képviselő.

## Testvérvárosai
- Alsbach-Hähnlein (Hessen)
- Cieszanów
- Marosvécs
- Capannoli

## Képek

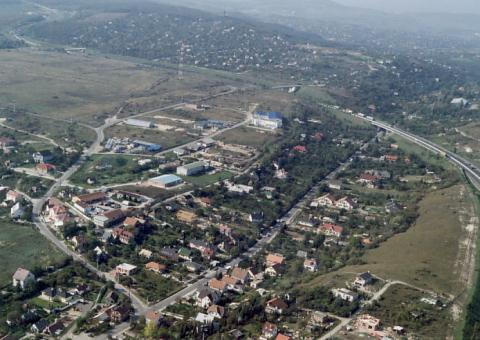
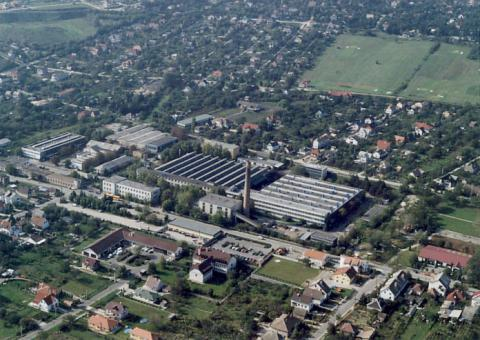
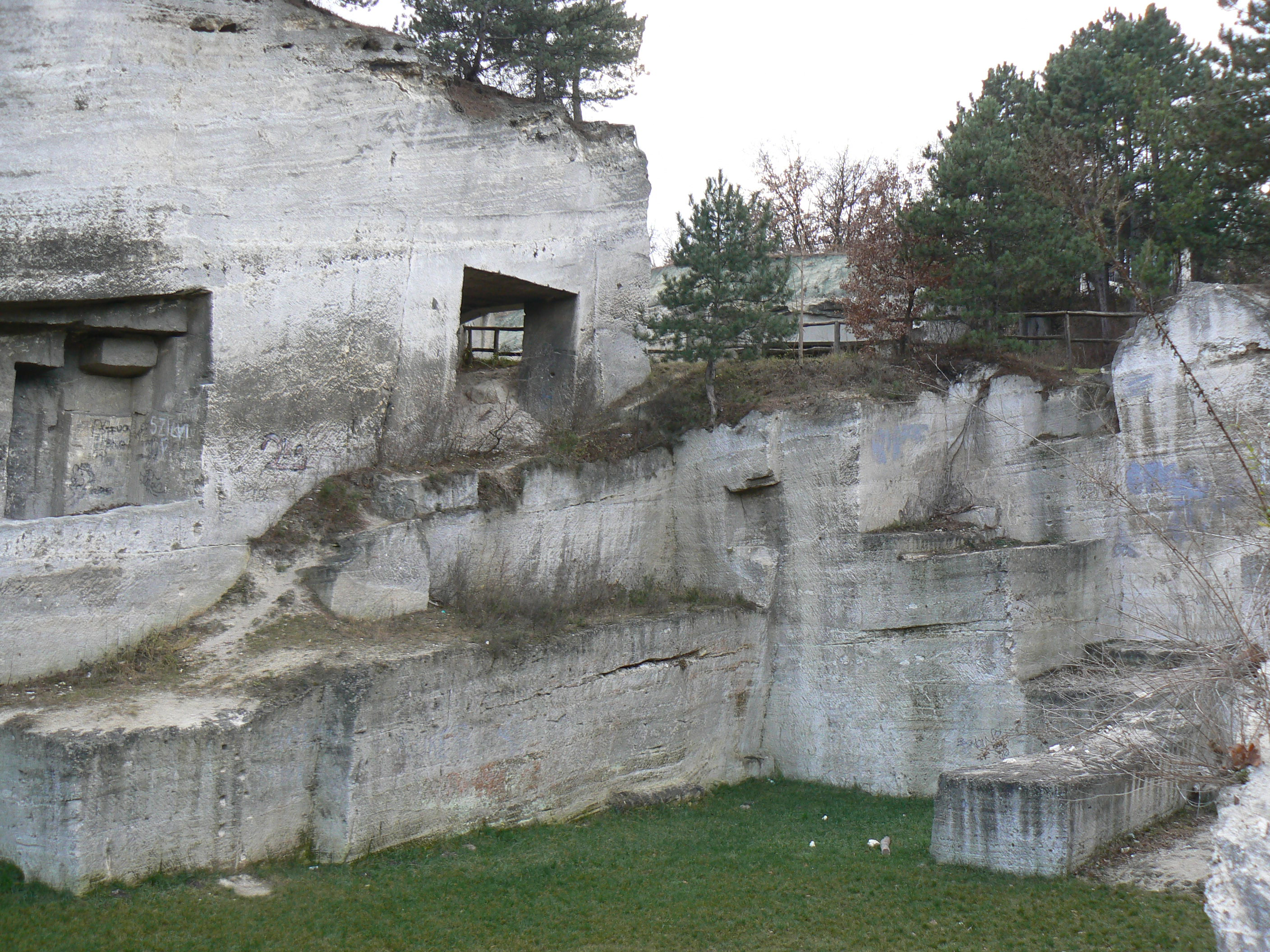
Diósd – kőbánya